# جون هاميلتون (سياسي)
جون هاميلتون (بالإنجليزية: John Hamilton)‏ هو محامي وقاضي وسياسي أمريكي، ولد في 25 نوفمبر 1754 في الولايات المتحدة، وتوفي في 22 أغسطس 1837 في نفس البلد. حزبياً، نشط في الحزب الجمهوري الديمقراطي. وقد انتخب عضو مجلس ولاية بنسيلفانيا وانتخب عضو مجلس النواب الأمريكي.